# Válka v Dagestánu
Válka v Dagestánu začala 7. srpna 1999, kdy čečenská vojska vtrhla do Ruska s cílem anektovat Dagestán obývaný převážně muslimy. Válka skončila ruským vítězstvím 14. září 1999 a posloužila jako casus belli pro ruskou invazi do Čečenska.

## Události
- 18./19. srpen — Ruské bitevní vrtulníky a dělostřelectvo v noci podnikly sérii útoků na pozice islamistů v Dagestánu.[1] O život podle ruských zdrojů přišlo přes padesát muslimských ozbrojenců.[1]
- 22. srpen — Rusko oznámilo, že jeho vojska obsadila část klíčové vesnice Tando a získala kontrolu nad horským průsmykem Charami, jejž označuje za významnou zásobovací trasu povstalců.[2]
- 22./23. srpen — V bojích ruských jednotek s islámskými povstalci v Dagestánu byli v noci zabiti čtyři ruští vojáci a 13 dalších bylo zraněno.[3]
- 23. srpen — Stovky islámských bojovníků obklíčených ruskými jednotkami na jihu Dagestánu dostaly rozkaz ke stažení.[4]
- 27. srpen — Ruský premiér Vladimir Putin se nečekaně vydal do Dagestánu.[5]
- 7. září — Ruský prezident Boris Jelcin obvinil vojáky ve své zemi ze „šlendriánství“ a vytkl jim, že nedokázali uhlídat situaci v Dagestánu.[6] Uvedl, že oni zavinili to, že část vesnic v Dagestánu obsadili ozbrojenci a ve vojenských městečkách jsou páchány teroristické útoky.[6]
- 15. září — Ruský ministr obrany Igor Sergejev oznámil ruskému premiérovi Vladimiru Putinovi, že území Dagestánu bylo zcela osvobozeno od teroristů.